# Origin
Origin byl digitální distribuce a správa digitálních práv systému od Electronic Arts, který uživatelům umožňuje nákup počítačové hry na internetu a možnost stáhnutí přímo do svého počítače pomocí programu EA Download Manager (dříve EA Downloader a EA Link).

## EA Download Manager
EA Download Manager je software, který umožňuje uživatelům po zaplacení stahovat originální hry, datadisky, herní bonusy a patche od společnosti Electronic Arts. Nabízí možnost zobrazovaní dostupných komponentů. EA Download Manager pracuje na podobném systému jako Steam. V dnešní době je mnoho her, které vyžadují při instalaci online manager (EA Download Manager, Steam, ...) a připojení k internetu, kvůli správné funkčnosti hry.

## Historie
EA Downloader byl spuštěn na konci roku 2005. Poté byl nahrazen programem EA Link v listopadu 2006, kde byly přidány trailery, dema a speciální obsah k doručovacím službám. V září 2007 byl opět nahrazen kombinací EA Store a EA Download Manager se zkráceným názvem EADM. Uživatelé, již nakupují na internetových stránkách EA Store, používají EADM klienta pro stažení hry.
Digitální distribuce softwaru byla nejprve využívána k doručování datadisku Battlefield 2: Special Forces a následně pro většinu titulů od EA. Největší produkce začala u titulu Spore Creature Creator.

## Zápory

### Omezení stahování
Uživatelé měli jeden rok od nakoupení hry, aby si ji stáhli přes EADM. Nyní už však je toto časové omezení zrušeno (například pro znovustažení při přeinstalovaní PC apod.). Nicméně podle informací EA, pokud Váš účet není aktivní po dobu 24 měsíců, může být zrušen.

### Regionální ceny
Ceny EA se liší v závislosti na umístění sídla zákazníka a to v důsledku regionálních rozdílů a ekonomických výkyvů měny.

### Změny platformy
Uživatelé si stěžovali na častou změnu softwarové platformy (EA Downloader, EA Link, EAMD). EA však prohlásila, že hry, které se stahovali přes EA Link je i nadále možno stahovat přes EA Download Manager.